# Lê Đức Thọ

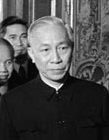
Lê Đức Thọ 1973

Lê Đức Thọ (* 14. Oktober 1911 in Pich-Le in der Provinz Hà Nam; † 13. Oktober 1990 in Hanoi; eigentlich Phan Đình Khải) war ein vietnamesischer Politiker. Während der Kolonialzeit Vietnams kämpfte er für die Unabhängigkeit seines Landes. Nach der Unabhängigwerdung und Teilung des Landes wurde er wichtiger Politiker Nordvietnams und führender Organisator der Kämpfe in Südvietnam, die im Vietnamkrieg kulminierten. Für seine Verhandlungen mit den Vereinigten Staaten um dessen Beendigung wurde er mit dem Friedensnobelpreis ausgezeichnet, dessen Annahme er jedoch ablehnte.

## Leben und Werk

### Frühe Jahre und politische Entwicklung
Lê Đức Thọ wurde 1911 als Phan Đình Khải als Sohn eines Beamten der französischen Kolonialverwaltung Vietnams geboren. Seine Mutter entstammte einer großen wohlhabenden kleinindustriellen Familie Phan Rangs. Ironischerweise war er mütterlicherseits mit vielen der letzten hohen südvietnamesischen Politiker verwandt und ordnete später „Umerziehungsmaßnahmen“ für seine Verwandten an. Schon in jungen Jahren war Lê Đức Thọ von radikalen Theorien fasziniert, und 1930 war er Mitbegründer der indochinesischen kommunistischen Partei. Wegen seiner politischen Aktivitäten wurde er in demselben Jahr zu zehn Jahren Zwangsarbeit auf die Insel Poulu Condor (Côn Sơn) verbannt. 1936 entließ man ihn vorzeitig, danach ging er nach Nam Định und leitete die Propagandaarbeit der kommunistischen Partei. 1939 wurde er erneut verhaftet, konnte jedoch 1940 nach China fliehen und engagierte sich im September 1941 bei der Gründung der Việt Minh, der Liga für den Kampf um die Unabhängigkeit Vietnams. Im selben Jahr wurde er erneut inhaftiert und blieb bis 1944 im Gefängnis in Sơn La.
1945 wurde er Mitglied im Zentralkomitee und Ständigen Ausschuss der Indochinesischen Kommunistischen Partei. Im selben Jahr war er, gemeinsam mit Hồ Chí Minh und Võ Nguyên Giáp, Gründer der Nationalen Front für die Befreiung Vietnams, (FNL), auch Vietcong genannt. Ab 1948 organisierte er gemeinsam mit Lê Duẩn den Kampf gegen die französische Kolonialmacht.

### Politische Karriere in Nordvietnam
Nachdem 1954 die französischen Truppen nach der Niederlage gegen die vietnamesischen Aufständischen in der Schlacht um Điện Biên Phủ abgezogen und die Teilung des Landes bei der Genfer Indochinakonferenz beschlossen worden waren, ging Lê Đức Thọ in die neue Hauptstadt Nordvietnams, Hà Nội, und wurde 1955 Mitglied des Politbüros und Anführer der kommunistischen Partei sowie Vorsitzender der südvietnamesischen FNL. Damit war er der führende Repräsentant der Region und nach 1954 auch Organisator von Widerstand und Anschlägen gegen die südvietnamesische Regierung. Der Widerstand gegen Südvietnam entstand vor allem aufgrund der antikommunistischen Haltung des Landes, der Regierung und der Truppen Südvietnams, gleichzeitig verbesserte sich die Situation der Wirtschaft nicht.

### Intervention in Südvietnam und Vietnamkrieg
Im Jahr 1960 organisierte sich der Widerstand in Südvietnam mit Unterstützung durch nordvietnamesische Kämpfer in einer Befreiungsfront, die eine Wiedervereinigung beider Länder unter kommunistischer Führung anstrebte. Die Situation eskalierte bis zur Ermordung des Staatschefs Ngô Đình Diệm im November 1963 und der nachfolgenden, von den USA gestützten Militärdiktatur unter Nguyễn Văn Thiệu und Nguyễn Cao Kỳ. 1964 kam es zum Tonkin-Zwischenfall und in dessen Folge zur Tonkin-Resolution, die aus Sicht der US-Regierung die Einmischung der USA in den Vietnamkrieg legitimierte. Lê Đức Thọ wurde Leiter der militärischen Aktionen während des Krieges.
Der Vietnamkrieg dauerte bis 1975 an, erste Friedensverhandlungen zwischen Lê Đức Thọ und dem US-amerikanischen Sonderbotschafter und späteren Außenminister Henry Kissinger fanden allerdings bereits 1968 in Paris statt. Die Verhandlungen dauerten mehrere Jahre, bis 1973 nach mehreren Unterbrechungen und Zwischenfällen ein Waffenstillstandsabkommen vereinbart wurde. Im selben Jahr wurde  Lê Đức Thọ und Henry Kissinger der Friedensnobelpreis verliehen. Lê Đức Thọ lehnte die Annahme des Preises jedoch mit der Begründung ab, dass in seinem Land noch immer kein Frieden herrsche.
Die Regierung der USA zog zwar ihre Soldaten zurück, unterstützte die südvietnamesische Armee aber weiterhin mit Waffenlieferungen. Lê Đức Thọ leitete, gemeinsam mit Võ Nguyên Giáp, die militärischen Aktionen gegen den südvietnamesischen Diktator Nguyễn Văn Thiệu, welche 1975 zum Zusammenbruch des südvietnamesischen Regimes führten. Im Juli 1976 kam es zur formellen Wiedervereinigung Vietnams als Sozialistische Republik Vietnam.

### Intervention in Kambodscha
Im Jahr 1978 wurde unter dem Befehl von Lê Đức Thọ das Nachbarland Kambodscha besetzt, nachdem es bereits im Vorfeld mehrere militärische Auseinandersetzungen mit den Roten Khmer gegeben hatte. Im Rahmen der Vereinigten Bewegung zur Befreiung Kambodschas, die in Hanoi gegründet wurde, sollten die Roten Khmer abgesetzt werden. Dies geschah im Januar 1979 durch den Einmarsch der vietnamesischen Truppen in Phnom Penh. Kambodscha blieb allerdings auch nach dem Rückzug der Roten Khmer trotz internationaler Proteste bis 1989 von Vietnam besetzt.
Lê Đức Thọ selbst blieb bis zu seinem politischen Rückzug 1986 Mitglied des Politbüros der Kommunistischen Partei Vietnams. Er starb einen Tag vor seinem 79. Geburtstag im Jahr 1990 in Hanoi. Seine Witwe zog nach Ho-Chi-Minh-Stadt.